# Ойстро (Трбовлє)
Ойстро (словен. Ojstro) — поселення в общині Трбовлє, Засавський регіон, Словенія. Висота над рівнем моря: 395,6м.